# Spy Kids Learning Adventures: Mission: Man in the Moon
Де́ти шпио́нов: Челове́к на Луне́ (англ. Spy Kids Learning Adventures: Mission — The Man in the Moon) — развивающая компьютерная игра с элементами головоломок и уклоном в математические задачи. Игра является спин-оффом известного фильма Роберта Родригеса «Дети шпионов». В ней используются те же главные герои, но сюжет только условно перекликается с киноверсией.

## Сюжет игры
Кармен и Джуни сражаются с генералом Земноводцем, расположившимся на Луне и собирающимся захватить власть над миром. Чтобы победить злодея, агентам OSS приходится использовать все свои интеллектуальные и физические навыки.

## Особенности
- В комплекте с игрой идёт 32-страничная книжка-головоломка, созданная по мотивам фильма Дети шпионов 3: Игра окончена.
- Игра озвучена профессиональными актёрами, среди которых — исполнители соответствующих ролей в оригинальной серии фильмов.